# Nannopterygius enthekiodon
Il nannotterigio (Nannopterygius enthekiodon) è un rettile marino estinto, appartenente agli ittiosauri. Visse nel Giurassico superiore (Kimmeridgiano - Titoniano, circa 150 - 145 milioni di anni fa) e i suoi resti fossili sono stati ritrovati in Europa (Inghilterra, Francia, Germania). 

## Descrizione
Questo animale, rispetto agli altri ittiosauri, possedeva un aspetto decisamente insolito. Come tutti gli ittiosauri del Giurassico e del Cretaceo, Nannopterygius possedeva un corpo altamente idrodinamico simile a quello di un delfino, con una pinna caudale stretta ma di forma crescente. Gli occhi erano molto grandi, simili a quelli del ben noto Ophthalmosaurus. L'aspetto insolito di Nannopterygius era dato dall'estrema riduzione degli arti, trasformati in strutture simili a piccole pagaie (il nome generico significa infatti "ala minuscola"), proporzionalmente molto inferiori di quelli degli animali simili. Nannopterygius era un ittiosauro di dimensioni medie, e la lunghezza era di circa 2,5 metri. 

## Classificazione
Nannopterygius è stato descritto per la prima volta nel 1871 da Hulke, il quale descrisse un fossile quasi completo proveniente dalla Kimmeridge Bay (Dorset, Inghilterra) come Ichthyosaurus enthekiodon. Successivamente Friedrich von Huene, nel 1923, riscontrò numerose differenze tra questa specie e le altre attribuite al genere Ichthyosaurus, tali da permettere l'istituzione di un nuovo genere, Nannopterygius.
Nannopterygius è considerato un rappresentante dei Thunnosauria, un gruppo di ittiosauri derivati tipici del Giurassico e del Cretaceo, i cui rappresentanti possedevano corpi altamente idrodinamici. Le peculiarità negli arti anteriori, tuttavia, impediscono di classificare Nannopterygius con certezza nella famiglia degli oftalmosauridi, anche se alcuni studi lo assegnano a questa famiglia (Maisch, 2010).
Nannopterygius è noto principalmente per l'esemplare tipo, conservato nel National History Museum a Londra; sono noti anche altri frammenti provenienti dall'Inghilterra, dalla Francia e dalla Germania.

## Paleobiologia
Si suppone che Nannopterygius utilizzasse molto poco le pinne come strumenti di propulsione e di spostamento, date le piccole dimensioni. È probabile che facesse affidamento principalmente sulla coda bilobata e sui movimenti oscillatori del corpo.